# Хуліан Куеста
Хуліан Куеста (ісп. Julián Cuesta, нар. 28 березня 1991, Гранада) — іспанський футболіст, воротар клубу «Аріс».

## Ігрова кар'єра
Народився 28 березня 1991 року в місті Гранада. Вихованець футбольної школи клубу «Севілья». З 2010 року став виступати за резервну команду «Севілья Атлетіко», в якій провів три сезони, взявши участь у 52 матчах Сегунди Б. Відзначався досить високою надійністю, пропускаючи в іграх чемпіонату в середньому менше одного гола за матч.
26 січня 2013 року, після того як обидва воротарів першої команди, Дієго Лопес та Андрес Палоп, виявились недоступними (перший був проданий «Реалу» незадовго до цього, а другий отримав травму), Хуліан був переведений до першої команди, за яку дебютував через два дні у Ла Лізі, зберігши свої ворота в недоторканності під час домашньої перемоги проти «Гранади» (3:0). Втім цей матч так і залишився єдиним за рідку команду і надалі він залишався запасним воротарем.
21 січня 2014 року Хуліан був відданий в оренду до кінця сезону в іншу команду Ла Ліги «Альмерія», за яку так і не зіграв жодного матчу, але не зважаючи на це 13 червня підписав з клубом трирічний контракт на постійній основі. 5 грудня 2014 року Куеста дебютував за нову команду у виїзному матчі проти «Реалу Бетіс» у Кубку Короля (4:3), а після того, як основний воротар Рубен Мартінес зазнав травми, Хуліан на певний час став першим номером, зокрема, відбивши пенальті в матчі проти «Сельти», який приніс його команді перемогу 1:0. Загалом за сезон 2014/15 він провів 19 матчів за команду в усіх турнірах, але не врятував її від вильоту з вищого дивізіону, після чого остаточно втратив місце в основі і виходив вкрай рідко.
22 червня 2017 року він підписав річний контракт з «Віслою» (Краків). Його перша поява в Екстракласі відбулася 14 липня, коли його команда в гостях перемогла «Погонь» (Щецин) з рахунком 2:1 і загалом за рік він провів 20 матчів, у 7 з яких ворота залишав «сухими». Після сезону 2017/18 його контракт закінчився і не був продовжений.
11 липня 2018 року Куеста став гравцем грецького «Аріса», підписавши дворічну угоду. У новій команді відразу став основним воротарем, завдяки чому вже 6 березня 2019 року контракт було продовжено до літа 2021 року. Станом на 4 січня 2020 року відіграв за клуб з Салонік 37 матчів в національному чемпіонаті.

## Статистика виступів

### Статистика клубних виступів
| Сезон                        | Команда                      | Чемпіонат                    | Чемпіонат | Чемпіонат | Кубок | Кубок | Кубок | Єврокубки | Єврокубки | Єврокубки | Інші змагання | Інші змагання | Інші змагання | Усього за | Усього за |
| Сезон                        | Команда                      | Ліга                         | Ігор      | Голів     | Ліга  | Ігор  | Голів | Ліга      | Ігор      | Голів     | Ліга          | Ігор          | Голів         | Ігор      | Голів     |
| ---------------------------- | ---------------------------- | ---------------------------- | --------- | --------- | ----- | ----- | ----- | --------- | --------- | --------- | ------------- | ------------- | ------------- | --------- | --------- |
| 2010–11                      | «Севілья Атлетіко»           | СДБ (ІІІ)                    | 11        | -13       | -     | -     | -     | -         | -         | -         | -             | -             | -             | 11        | -13       |
| 2011–12                      | «Севілья Атлетіко»           | СДБ (ІІІ)                    | 17        | -15       | -     | -     | -     | -         | -         | -         | -             | -             | -             | 17        | -15       |
| серп. 2012-січ. 2013         | «Севілья Атлетіко»           | СДБ (ІІІ)                    | 26        | -21       | -     | -     | -     | -         | -         | -         | -             | -             | -             | 26        | -21       |
| Усього за «Севілья Атлетіко» | Усього за «Севілья Атлетіко» | Усього за «Севілья Атлетіко» | 52        | -49       |       | -     | -     |           | -         | -         |               | -             | -             | 52        | -49       |
| січ.-черв. 2013              | «Севілья»                    | ПД                           | 1         | 0         | КІ    | 0     | 0     | -         | -         | -         | -             | -             | -             | 1         | 0         |
| серп. 2013-січ. 2014         | «Севілья»                    | ПД                           | 0         | 0         | КІ    | 0     | 0     | ЛЄ        | 0         | 0         | -             | -             | -             | 0         | 0         |
| Усього за «Севілью»          | Усього за «Севілью»          | Усього за «Севілью»          | 1         | 0         |       | 0     | 0     |           | 0         | 0         |               | -             | -             | 1         | 0         |
| січ.-черв. 2014              | «Альмерія»                   | ПД                           | 0         | 0         | КІ    | 0     | 0     | -         | -         | -         | -             | -             | -             | 0         | 0         |
| 2014–15                      | «Альмерія»                   | ПД                           | 15        | -?        | КІ    | 4     | -6    | -         | -         | -         | -             | -             | -             | 19        | -?        |
| 2015–16                      | «Альмерія»                   | СД (ІІ)                      | 6         | -?        | КІ    | 4     | -?    | -         | -         | -         | -             | -             | -             | 10        | -?        |
| 2016–17                      | «Альмерія»                   | СД (ІІ)                      | 1         | -?        | КІ    | 1     | -?    | -         | -         | -         | -             | -             | -             | 2         | -?        |
| Усього за «Альмерію»         | Усього за «Альмерію»         | Усього за «Альмерію»         | 22        | -41       |       | 9     | -?    |           | 0         | 0         |               | -             | -             | 31        | -?        |
| 2018–19                      | «Аріс»                       | СЛ                           | 30        | -31       | КГ    | 1     | -1    | -         | -         | -         | -             | -             | -             | 31        | -32       |
| 2019–20                      | «Аріс»                       | СЛ                           | 7         | -7        | КГ    | 1     | 0     | ЛЄ        | 4         | -4        |               | -             | -             | 12        | -11       |
| Усього за «Аріс»             | Усього за «Аріс»             | Усього за «Аріс»             | 37        | -45       |       | 2     | -1    |           | 4         | -4        |               | -             | -             | 43        | -43       |
| Усього за кар'єру            | Усього за кар'єру            | Усього за кар'єру            | 59        | -58       |       | 4     | -6    |           | 0         | 0         |               | -             | -             | 63        | -64       |